# 栗原由太
栗原 由太（くりはら ゆうた、1997年10月12日 - ）は、ジャパンラグビーリーグワンリコーブラックラムズ東京に所属するラグビー選手。

## プロフィール
- 神奈川県藤沢市出身[1]。
- ポジションはセンター(CTB)。
- 身長 179 cm、体重 82 kg

## 略歴
小学4年生からラグビーを始めた。
2016年、桐蔭学園高校卒業後、慶應義塾大学に入学。
2019年、慶應義塾體育會蹴球部の主将に就任した。
2020年、慶應義塾大学卒業後、リコーブラックラムズ(現・リコーブラックラムズ東京)に加入。
2021年4月4日にジャパンラグビートップリーグ第6節NECグリーンロケッツ戦に途中出場で公式戦初出場を果たす。